# Ingegerd Polfeldt
Ingegerd Polfeldt, geborene Ingegerd Asp (geboren 1912 in Malmö; gestorben um 16. Juni 1997) war eine schwedische Kunsthistorikerin.

## Leben
Ingegerd Asp war eine Tochter des Malers und Grafikers Hjalmar Asp (1879–1940), der im Jahr 1908 Frida Augusta Julie (geborene Naucke oder Nanche; 1884–1968) geheiratet hatte. Sie war eine Enkelin des Dekorationsmalers Louis Aron Joachim Asp (1848–1922) und dessen Frau Emma Josefina Amalia (geborene Zielfeldt; 1852–1922). Sie hatte einen Bruder Ture Asp (1916–1990) und eine Schwester Gertrud Asp (1913–1966), die seit 1937 mit dem Journalisten und Karikaturisten Anders Wilhelm Sten (20. Februar 1903–21. Dezember 1999) verheiratet war.
Sie absolvierte Tekla Åbergs högre läroverk för flickor (Höhere Mädchenschule von Tekla Åberg). 
Sie verfasste zwei biografische Artikel zu schwedischen Künstlern wie Johan Starbus für den 31. Band des Allgemeinen Lexikons der Bildenden Künstler von der Antike bis zur Gegenwart (1937) und heiratete im Jahr 1938 Carl-Emil Polfeldt (27. Februar 1910–1994), den Sohn des Kaufmanns Carl Polfeldt und dessen Frau Elfrida (geborene Johannesson). Das Paar lebte für einige Jahre in Stockholm und kehrte 1944 nach Skåne zurück. Sie hatten zwei Kinder, Carl Hjalmar Thomas Polfeldt (* 1939), der für das Statistiska centralbyrån (SCB) arbeitete und Veronica (* 1942). Ihr Ehemann arbeitete unter anderem von 1944 bis 1956 für die „Ehrnberg & Sons Läderfabrik“ in Stockholm, von 1956 bis 1959 für die „Malmö Läderfabrik“ und ab 1959 als Exportmanager bei der Firma Trelleborg Plast. Sie gab auch Ausstellungskataloge heraus, so unter anderem zu einer Ausstellung der Werke ihres Vaters im Jahr 1843 oder zu den Werken des Malers Carl Fredrik Hill.

## Schriften (Auswahl)
- mit Ragnar Hoppe, Gunnar Jungmarker: Hjalmar Asp – 1879–1940 (= Nationalmusei utställningskatalog. 88). ISSN 0585-3222, 1943 (Ausstellungskatalog).
- Den nya kvinnan. In: Konst från 1500 till nu. Malmö Museum, Malmö 1975, S. 90–92.
- Möte med Carl Fredrik Hill. Liber Förlag, Stockholm 1980, ISBN 91-38-04857-4.